# 該猶 (教會作家)
該猶，3世纪初教会作家，罗马教会的司铎，該撒利亞的優西比烏认为他活躍於201年至219年年间，约教宗聖則斐琳在位期间（199年－217年）。
優西比烏在其《教会史》中曾四次引证（II. 25, III. 28, 31, VI. 20）該猶的一篇對話錄，記載的是聖則斐琳任教宗期间，該猶與孟他奴主義者普罗克洛斯（Proclus）之间的辩论。居比路的狄奥多莱（Hæreticarum Fabularum Compendium, II, 3, III, 2）、耶柔米（De viris illustribus, 59）和尼賽福祿（Historia Ecclesia, IV, 12, 20）也都援引優西比烏对該猶的记载。阜丢斯（Bibliotheca, codex 48）除了對話錄以外，還提到該猶的另三部作品．
在優西比烏所保存的殘片中，該猶向論敵指出（II, 25）梵蒂岡和俄斯替亚道有“建立教會根基之宗徒們”（即使徒保祿与伯多祿）之墓，而普罗克洛斯和該猶咸認為（III. xxxi）腓力與他的四個女兒葬在希拉波立。該猶（VI, 20）“只提到保羅的十三封書信”，而未將《希伯來書》包括其中。穆拉多利認為同樣未包括《希伯來書》的穆拉多利斷片的作者是該猶，因為其結尾拒絕了孟他奴派的作品。當優西比烏論及異端克林妥（III. xxviii）時，節錄該猶的著作說“克林妥謊稱自己擁有一位偉大使徒所寫的啟示，並擁有天使向他展示的奇物。克林妥還宣稱在復活後，地上將有一個基督的國，那時住在耶路撒冷的人會落入慾望和享樂當中。此人敵對《聖經》，矇騙世人，還說會有為時一千年的婚筵。”有觀點認為此處指的是列入聖經正典的若望默示錄，亞歷山太的狄尼修引证了与該猶类似的观点，并指明是若望的默示錄。
Gwynn 发表了希坡律陀的 Capita contra Caium 残片，见于 Cod. Mus. Brit. Orient. 560，表明該猶認為若望默示錄與《聖經》的並不一致。